# The Mozart Bird
The Mozart Bird is een Nederlandse film uit 1993 van Ian Kerkhof. Het is gebaseerd op een verhaal van Daniel Daran en Stacey Grace. De film heeft als internationale titel The Mozart Bird.

## Verhaal
Het Engelse stel Howard en Selene zijn gesetteld in Amsterdam, beiden hebben een afgeronde universitaire opleiding. Ze hebben alleen nog geen vaste baan gevonden, en spenderen hun vrije tijd tussen de lakens. Hun eentonige en stille levenshouding geeft spanningen af waardoor ze elkaar op de proef gaan stellen.

## Titel
Tijdens het draaien kon regisseur Ian Kerkhof, maar geen goede titel voor zijn film verzinnen. In een van de scènes zegt Howard liefdevol tegen Selene dat ze zijn Mozartbird (mozartvogel) is, vanwege de lievelingsmuziek van haar. Kerkhof besloot deze zin als titel te gebruiken.

## Rolverdeling
| Acteur            | Personage |
| ----------------- | --------- |
| Daniel Daran      | Howard    |
| Stacey Grace      | Selene    |
| Rosalind George   | zangeres  |
| Gabrielle Provaas |           |